# Luis Ramírez de Lucena
Luis Ramírez de Lucena (1465 circa – 1530 circa) è stato uno scacchista spagnolo.

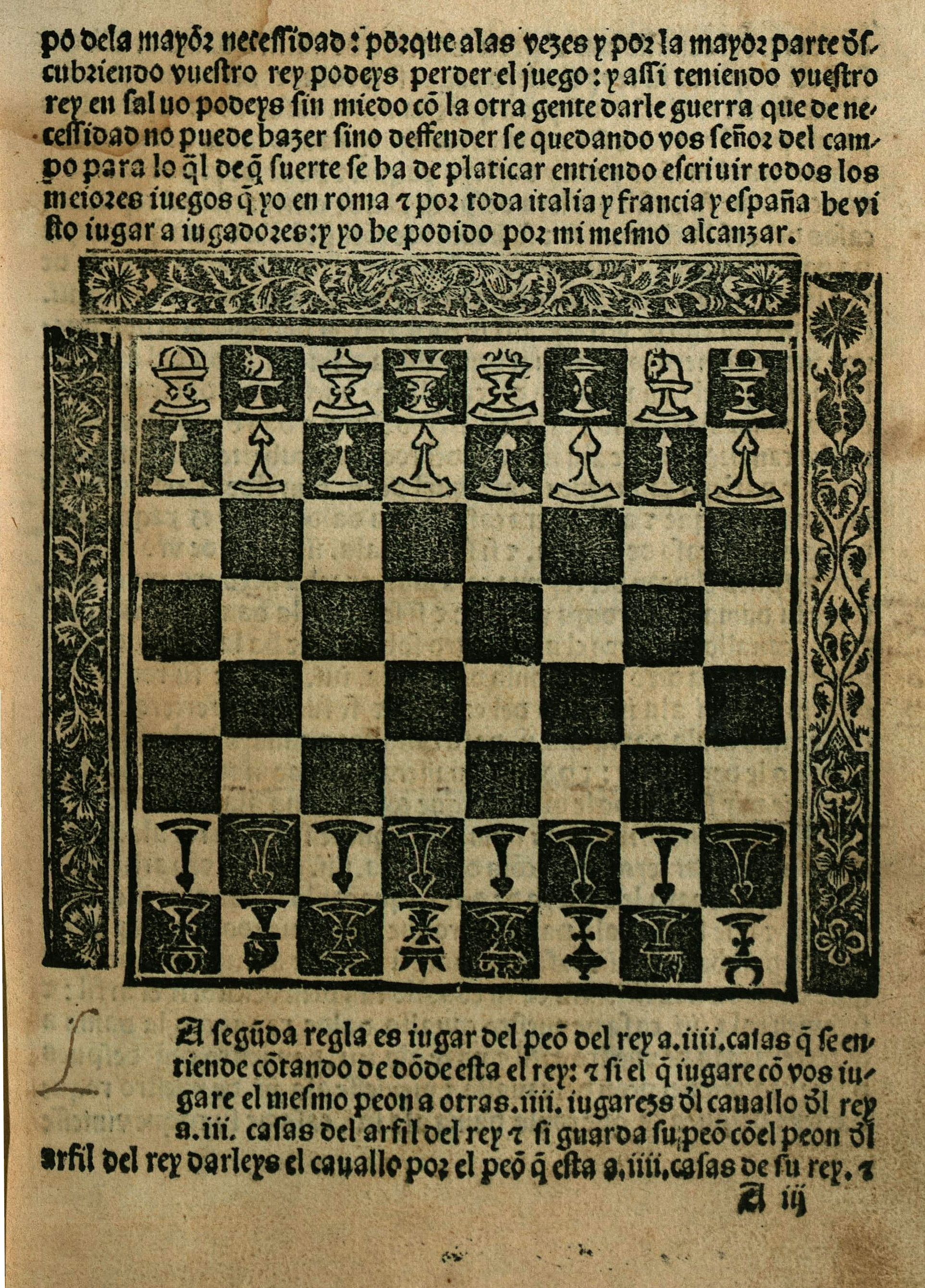
Una pagina di un incunabolo, contenente il trattato

La sua Repetición de amores y arte de ajedrez, con CL juegos de partido, del 1497, tramandata attraverso una dozzina di copie, è considerata la più antica opera a stampa sugli scacchi arrivata a noi.

## Opere
Nella sua opera principale, Repetición de amores y arte de ajedrez, con CL juegos de partido analizza undici aperture, prevalentemente di gioco aperto. Aveva raccolto e trascritto le versioni delle partite durante i suoi viaggi in Italia, Francia e Spagna. 
Lo scacchista portoghese Pedro Damiano la utilizzò come fonte per scrivere Il libro da imparare a giocare a scacchi et de li partiti, pubblicato a Roma nel 1512. Abbandonata per centinaia di anni fu ritrovata nel XIX secolo.

## La posizione di Lucena
Il nome dello scacchista si ritrova anche nella posizione di Lucena, che fu pubblicata nel 1634 da Alessandro Salvio.